# فوتون زيليون الأحمر

غلاف لعبة زيلون بالنسخة اليابانية

فوتون زيليون الأحمر (باليابانية: 赤い光弾ジリオン) مسلسل أنمي تلفزيوني من إنتاج تاتسونكو برودكشن، عرض في 12 نيسان 1987 حتى 13 كانون الأول 1987 على قناة تلفزيون نيبون في اليابان.

## القصة
تحدث القصة على الكوكب ماريس عام 2387، في ذاك الوقت بدأ جنود النوزا بإبادة البشر إبادة جماعية كي يضعوا البيض ويتكاثروا على الكوكب. حينها ظهرت ثلاثة أسلحة غامضة تحمل اسم «أسلحة زيلون» وقد ظهر ثلاثة شبان (جاي جاي، تشامب، وآبل) ووقع عليهم الاختيار كي يحملوا هذه الأسلحة ويدافعوا عن الكوكب ضد غزاة النوزا.

## وصلات خارجية
- فوتون زيليون الأحمر على موقع IMDb (الإنجليزية)
- فوتون زيليون الأحمر على موقع كينوبويسك (الروسية)
- فوتون زيليون الأحمر على موقع قاعدة بيانات الفيلم (الإنجليزية)
- فوتون زيليون الأحمر على موقع ANN anime (الإنجليزية)